# Cathédrale de Pitigliano
La cathédrale de Pitigliano est une église catholique romaine de Pitigliano, en Italie. Il s'agit de la cathédrale du diocèse de Pitigliano-Sovana-Orbetello.